# 程汝盛
程汝盛（1527年8月25日—1558年），字以恒，號勗菴，江西饒州府浮梁縣人，軍籍，明朝政治人物，同進士出身。

## 生平
嘉靖三十四年（1555年）乙卯科江西鄉試第十九名舉人，三十五年（1555年）聯捷丙辰科三甲第三十一名進士。刑部观政，授直隶太平县（今安徽黃山市）知县，嘉靖三十七年卒。

## 家族
曾祖程萬善；祖父程益昶；父程仲，母康氏。